# Lobelia laxiflora
Lobelia laxiflora é uma espécie de planta com flor pertencente à família Campanulaceae. 
A autoridade científica da espécie é Kunth, tendo sido publicada em Nova Genera et Species Plantarum (quarto ed.) 3: 311. 1818.

## Portugal
Trata-se de uma espécie presente no território português, nomeadamente no Arquipélago da Madeira.
Em termos de naturalidade é introduzida na região atrás indicada.

## Protecção
Não se encontra protegida por legislação portuguesa ou da Comunidade Europeia.